# Gratangen
Gratangen – norweska gmina leżąca w okręgu Troms.
Gratangen jest 271. norweską gminą pod względem powierzchni.

## Demografia
Według danych z roku 2005 gminę zamieszkuje 1268 osób. Gęstość zaludnienia wynosi 4,05 os./km². Pod względem zaludnienia Gratangen zajmuje 387. miejsce wśród norweskich gmin.
| ludność stan na 1 stycznia 2005 |         |           |       |
|                                 | kobiety | mężczyźni | razem |
| osób                            | 658     | 610       | 1268  |
| %                               | 51,89%  | 48,11%    | 100%  |

| wykształcenie stan na 1 października 2004 |            |         |        |          |
|                                           | podstawowe | średnie | wyższe | nieznane |
| osób                                      | 322        | 537     | 128    | 33       |
| %                                         | 31,57%     | 52,65%  | 12,55% | 3,24%    |

## Edukacja
Według danych z 1 października 2004:
- liczba szkół podstawowych (norw. grunnskolar): 2
- liczba uczniów szkół podst.: 175

## Władze gminy
Według danych na rok 2011 administratorem gminy (norw. rådmann) jest Bjørnar Storeng, natomiast burmistrzem (norw. ordfører, d. borgermester) jest Eva Helene Ottesen.